# Larissa Howhannisjan

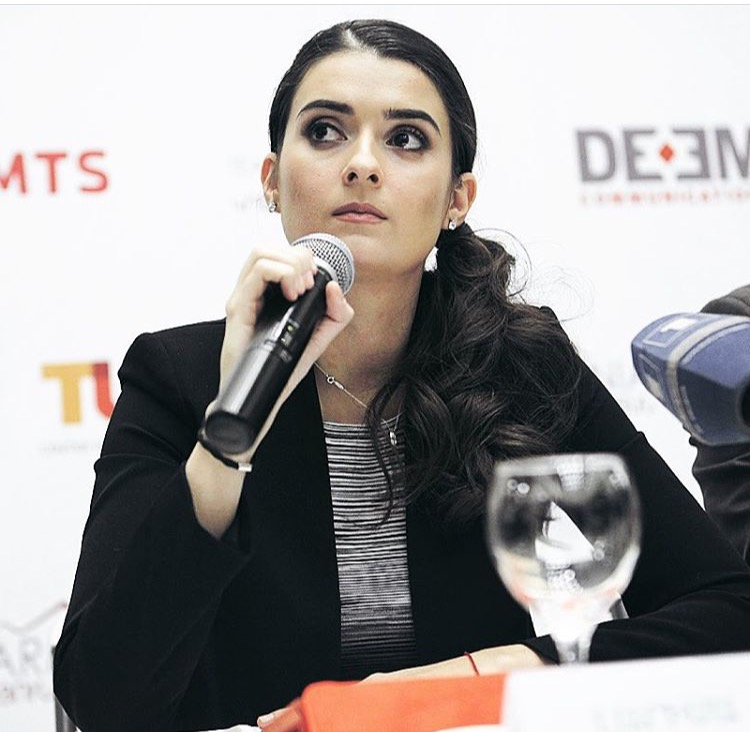
Larissa Howhannisjan, Oktober 2015

Larissa Virginia Howhannisjan, geb. Ryan (armenisch Լարիսա Վիրջինիա Հովհաննիսյան; geb. 21. Oktober 1988 in Jerewan, Armenien) ist eine armenische Social Entrepreneurin und Bildungsaktivistin.
Howhannisjan ist Gründerin und CEO von Teach For Armenia, einer gemeinnützigen Organisation, die Collegeabsolventen und Berufstätige dazu bringt, als Vollzeitlehrer in Armeniens unterversorgtesten Schulen zu arbeiten. Teach For Armenia ist der 36. Partner von Teach For All, einem globalen Netzwerk, das Bildungschancen in Ländern in der ganzen Welt verbessern will.

## Kindheit und Ausbildung
Howhannisjans Eltern sind die Armenierin Maja Leonidi Hurunzi (armenisch Մայա Լեոնիդի Հուրունցի) und des irisch-amerikanischen John Patrick Ryan. Als Howhannisjan 3 Monate alt war, zog die Familie zunächst nach Kalifornien und dann nach Russland. Howhannisjan verbrachte den Großteil ihrer Kindheit in Moskau und Jerewan. Nach ihrem Highschoolabschluss zog Howhannisjan in die USA, um zum College zu gehen. Howhannisjan ist die Enkelin des bekannten armenischen Schriftstellers Leonid Hurunzi (armenisch Լեոնիդ Հուրունցի) aus der Republik Arzach. Sie hat eine jüngere Schwester namens Margaret Ryan.
Howhannisjan hat einen Doppelabschluss in International Business und Französisch und in Grafikdesign des St. Norbert College, einem liberalen Kunstcollege in De Pere (Wisconsin). Außerdem hat sie einen Master in Sonderpädagogik der Arizona State University.

## Berufsleben
2010 ging Howhannisjan zu Teach For America, einer gemeinnützigen Organisation, die vielversprechende zukünftige Führer auswählt, entwickelt und mobilisiert, um die Bewegung für gleiche Bildungschancen und Exzellenz zu vergrößern und zu stärken. Dazu führt sie eine Auswahl und Rekrutierung von Collegeabsolventen der besten Universitäten der USA aus, die als Lehrer arbeiten sollen. Howhannisjan unterrichtete durch das Teach For America-Programm Sonderpädagogik in einer unterbesetzten Grund- und Mittelschule in Glendale (Arizona).

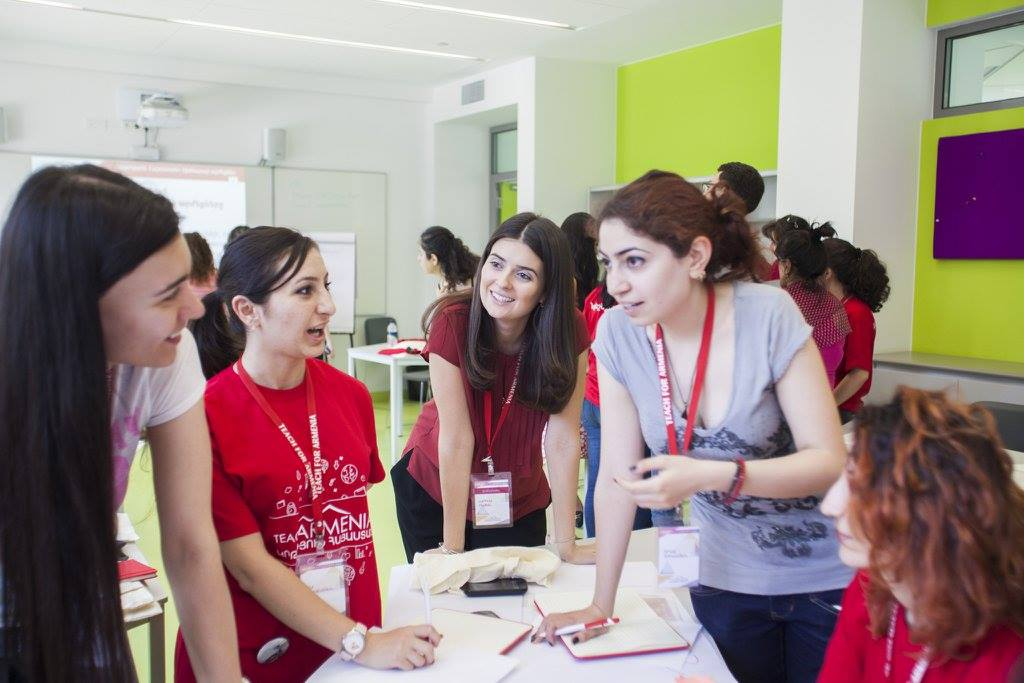
Larissa Howhannisjan, Juni 2015

Inspiriert durch ihre Lehrerfahrung in Arizona entschied Howhannisjan 2013, zurück nach Armenien zu gehen und Teach for Armenia zu gründen, eine Organisation, die den Bildungsertrag aller Kinder in Armenien erhöhen und das riesige Potenzial der jungen Menschen des Landes freisetzen will. Die Organisation rekrutiert und fördert außergewöhnliche Absolventen für mindestens zwei Jahre als Lehrende für die am schlechtesten mit Lehrpersonal ausgestatteten Schulen. Jüngere Untersuchungen zeigen einen Anstieg bei Akademikern und Führungspersonal. Jenseits des Klassenraums helfen die Lehrenden den Schülern durch außerschulische Aktivitäten und Communityprojekte, nichtakademische Fähigkeiten und eine Geisteshaltung zu entwickeln, die ihnen im ganzen Leben helfen soll.

## Musik
2015 nahm Howhannisjan zusammen mit dem Frontmann der armenisch-amerikanischen Rockband System of a Down Serj Tankian das armenische Wiegenlied „Komm, meine Nachtigall“ (armenisch Արի՛ իմ սոխակ Ari im sochak) auf. Das Lied wurde der Soundtrack des Films 1915, einem Psychothriller über den Völkermord an den Armeniern. Das Musikvideo unter der Regie von Howhannisjans Ehemann Karin Howhannisjan erschien am 22. April 2016.
Im Februar 2017 veröffentlichte Howhannisjan zusammen mit Tamar Martirossean eine Coverversion des alten armenischen Liedes „Ich werde auf Sand sterben“ (armenisch Սարերի հովին մեռնեմ Sareri howin mernem).

## Sozial- und Bildungsaktivismus

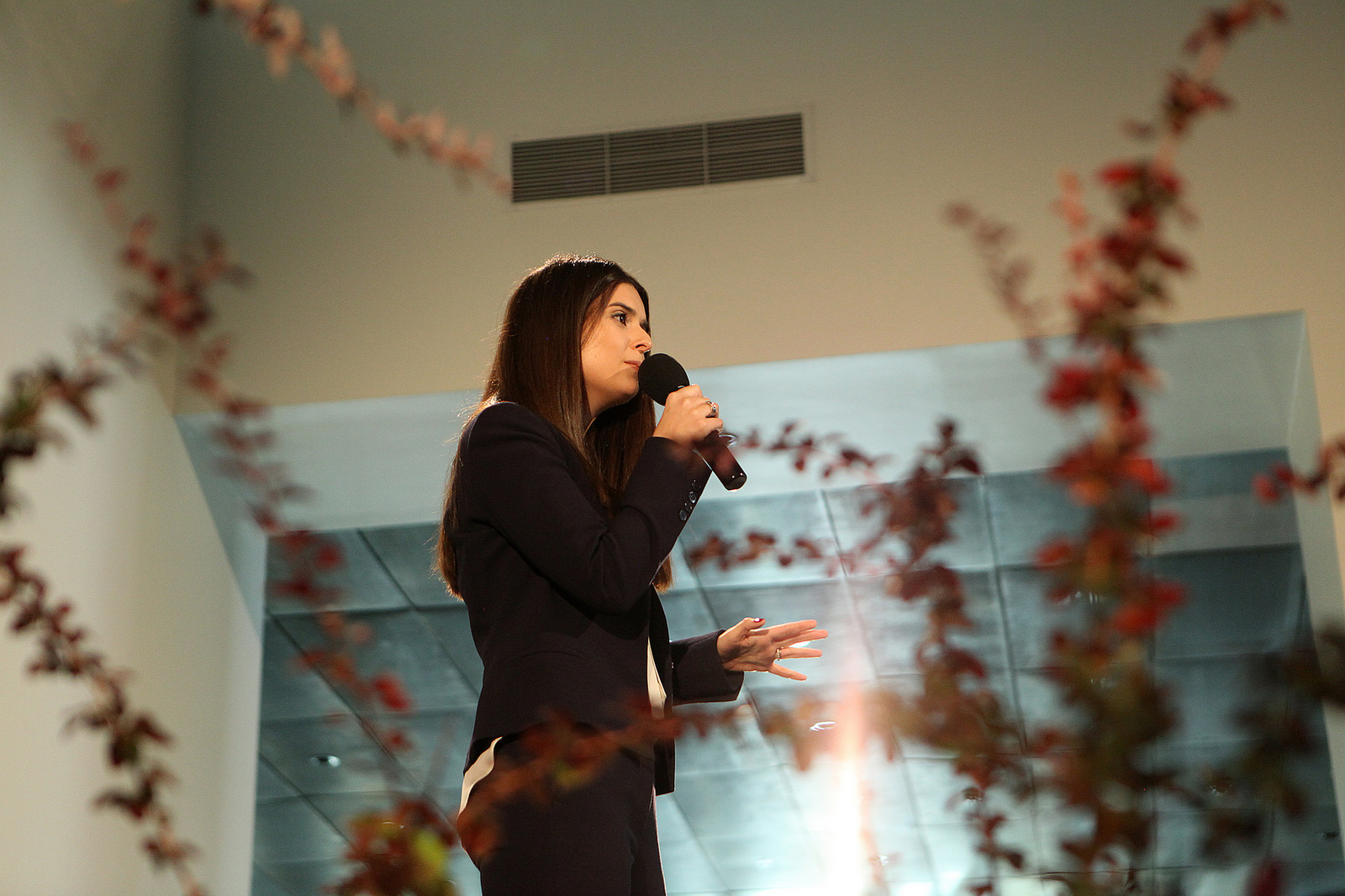
Howhannisjan bei Tedx, in Oktober 2016

Neben ihrer beruflichen Karriere ist Howhannisjan als Bildungsaktivistin tätig. In einem Interview sagte sie “I have long believed that change—true, meaningful change—begins in our schools.” (deutsch: „Ich bin zutiefst davon überzeugt, dass der Wandel, die wirkliche, bedeutungsvolle Veränderung mit unseren Schulen beginnt“). Howhannisjan trat 2016 als Sprecherin bei der Tedx Jerewan auf.

## Persönliches
Howhannisjan spricht fließend Englisch, Russisch und Armenisch. 2016 heiratete sie den armenisch-amerikanischen Schriftsteller und Filmemacher Karin Howhannisjan. Sie leben in Jerewan.